# Poti flygplats
Poti flygplats är en flygplats belägen strax utanför den georgiska kuststaden Poti. Flygplatsen har varit stängd sedan Sovjetunionens fall i början på 1990-talet. Georgiens president Micheil Saakasjvili har dock meddelat att det finns planer på att renovera flygplatsen. Flygplatsen skall då bli en internationell flygplats, med fokus på resenärer från Europa. Öppningen beräknas till år 2012. Potis flygplats planeras att bli den största i Kaukasien, i och med att turistande i området beräknas stiga.

### Fotnoter
1. ↑  ”Poti International Airport will Make Tbilisi Airport Lower Tariffs, says President of Georgia”. The Tbilisi Times. 19 januari 2010. http://tbilisge.blogspot.com/2010/01/poti-international-airport-will-make.html. (engelska)
2. ↑  ”International airport to be built in Poti”. GeorgiaTimes. 1 september 2009. Arkiverad från originalet den 25 maj 2012. https://archive.is/20120525141609/http://www.georgiatimes.info/en/news/20298.html. Läst 25 februari 2011. (engelska)
3. ↑  Imedasjvili, Mari (12 oktober 2009). ”UAE investors to reconstruct Poti airport”. Georgian Business Week. http://www.gbw.ge/news.aspx?sid=df8ade46-e294-48f6-b0e9-5a7564421097.[död länk] (engelska)
4. ↑  Kirtzchalia, N. (14 juli 2010). ”Georgian president visits Poti airport” (på engelska). Trend. https://en.trend.az/azerbaijan/politics/1720331.html.